# بيغي بيكون
بيغي بيكون (بالإنجليزية: Peggy Bacon)‏ هي كاتِبة ورسامة وشاعرة أمريكية، ولدت في 2 مايو 1895 في ريجفيلد ‏ في الولايات المتحدة، وتوفيت في 4 يناير 1987 في كينبونك في الولايات المتحدة.